# Elusa affinis
Elusa affinis là một loài bướm đêm trong họ Noctuidae.